# Chloraea bletioides
Chloraea bletioides là một loài thực vật có hoa trong họ Lan. Loài này được Lindl. mô tả khoa học đầu tiên năm 1827.

## Hình ảnh

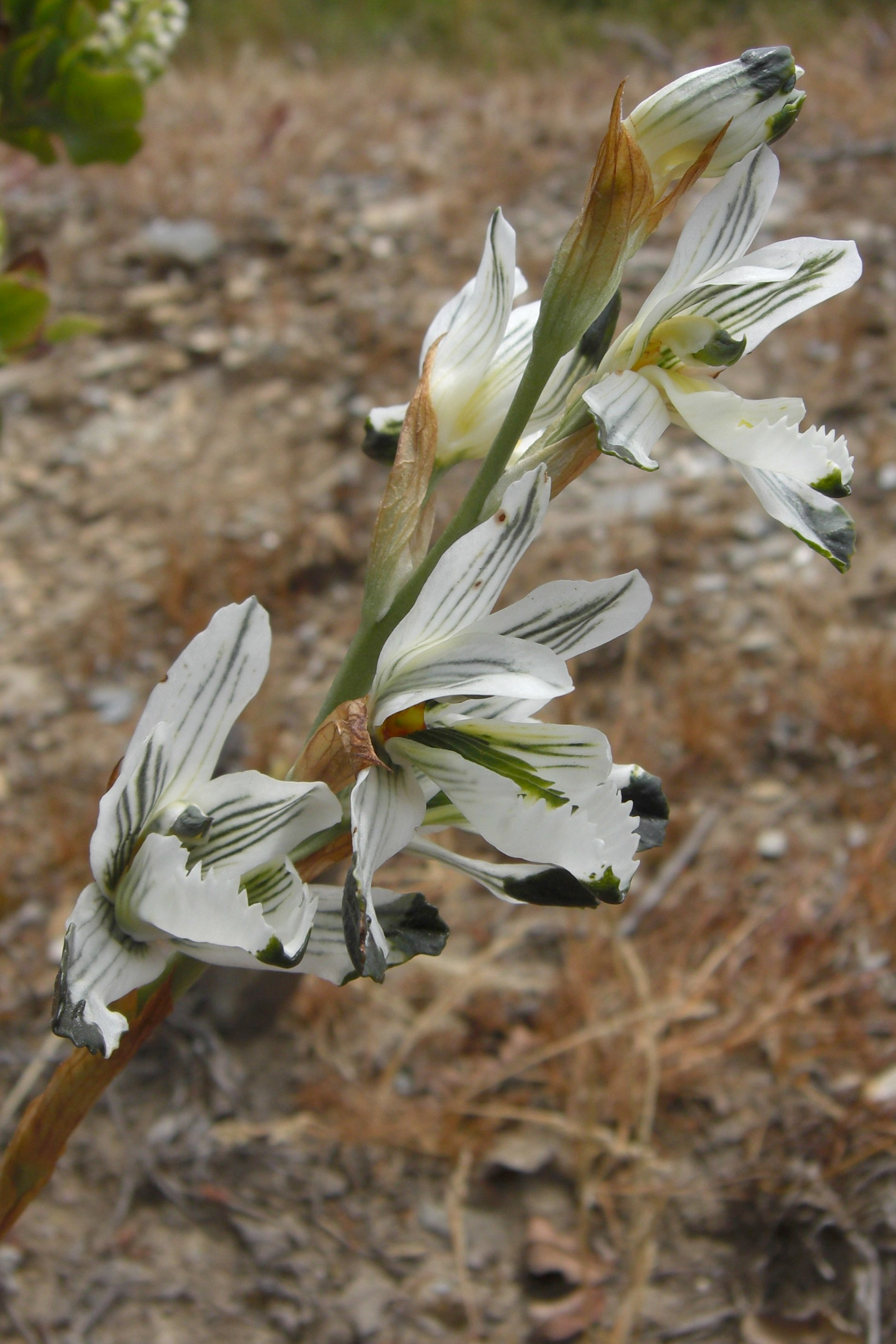
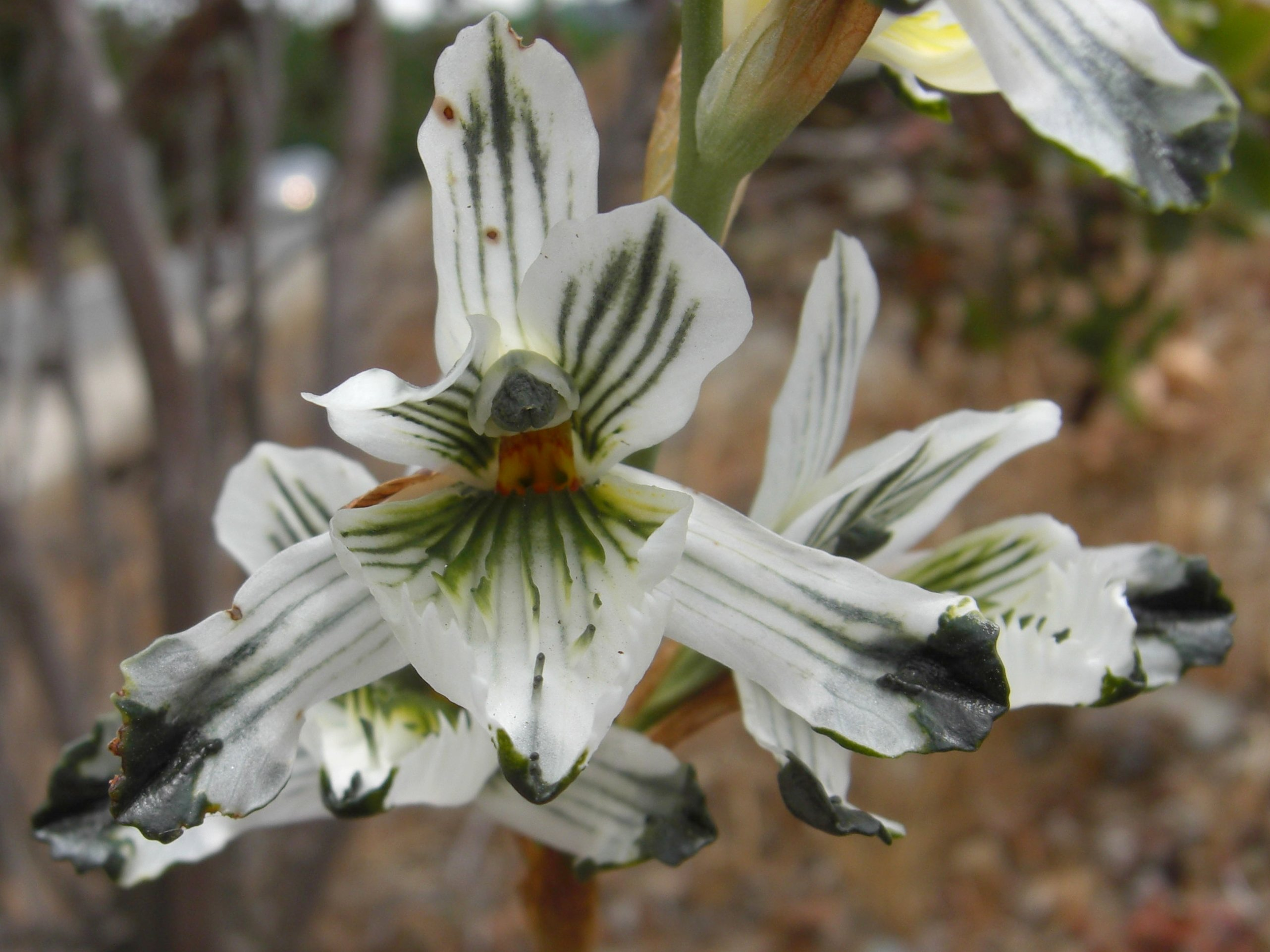
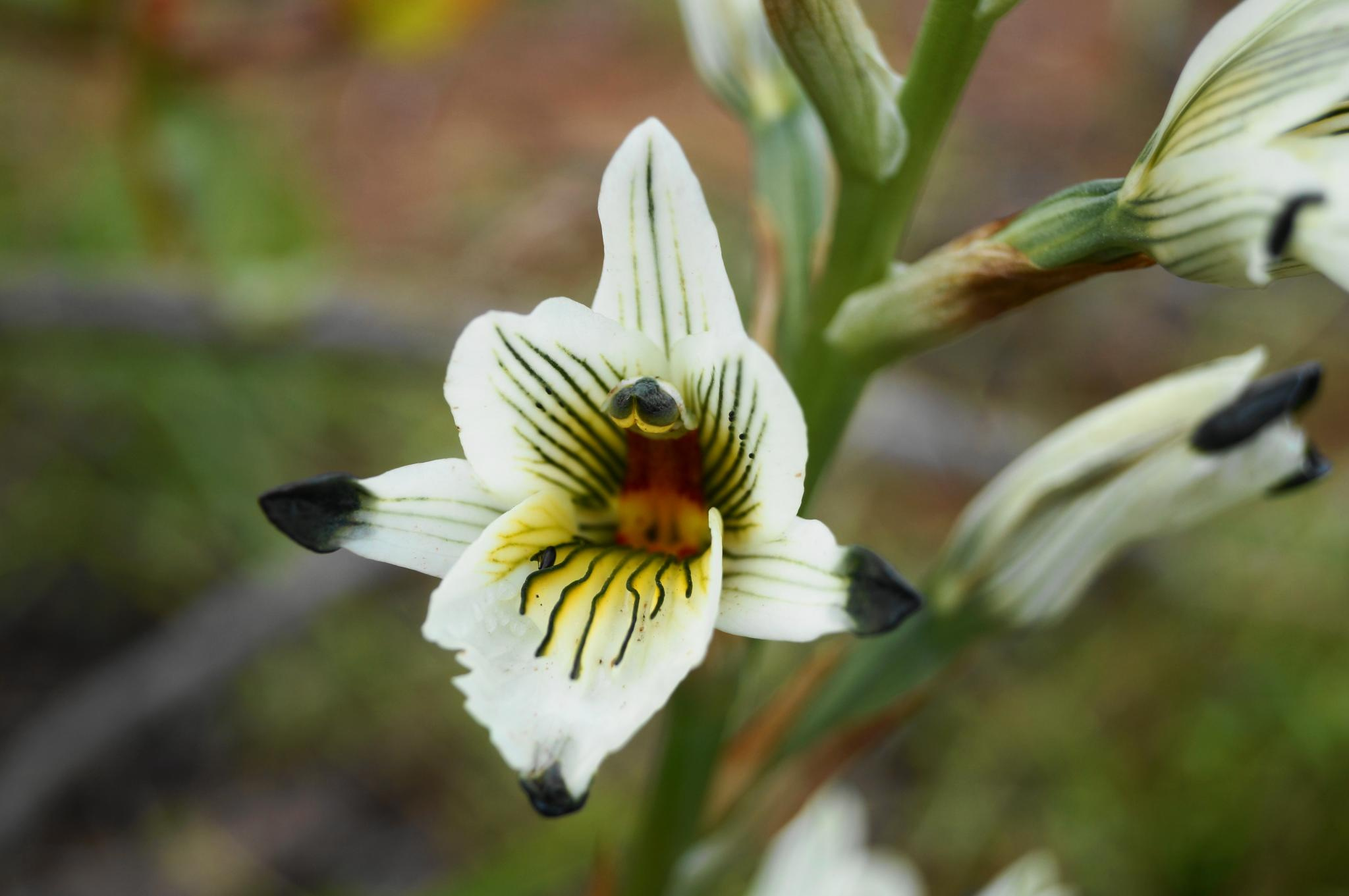
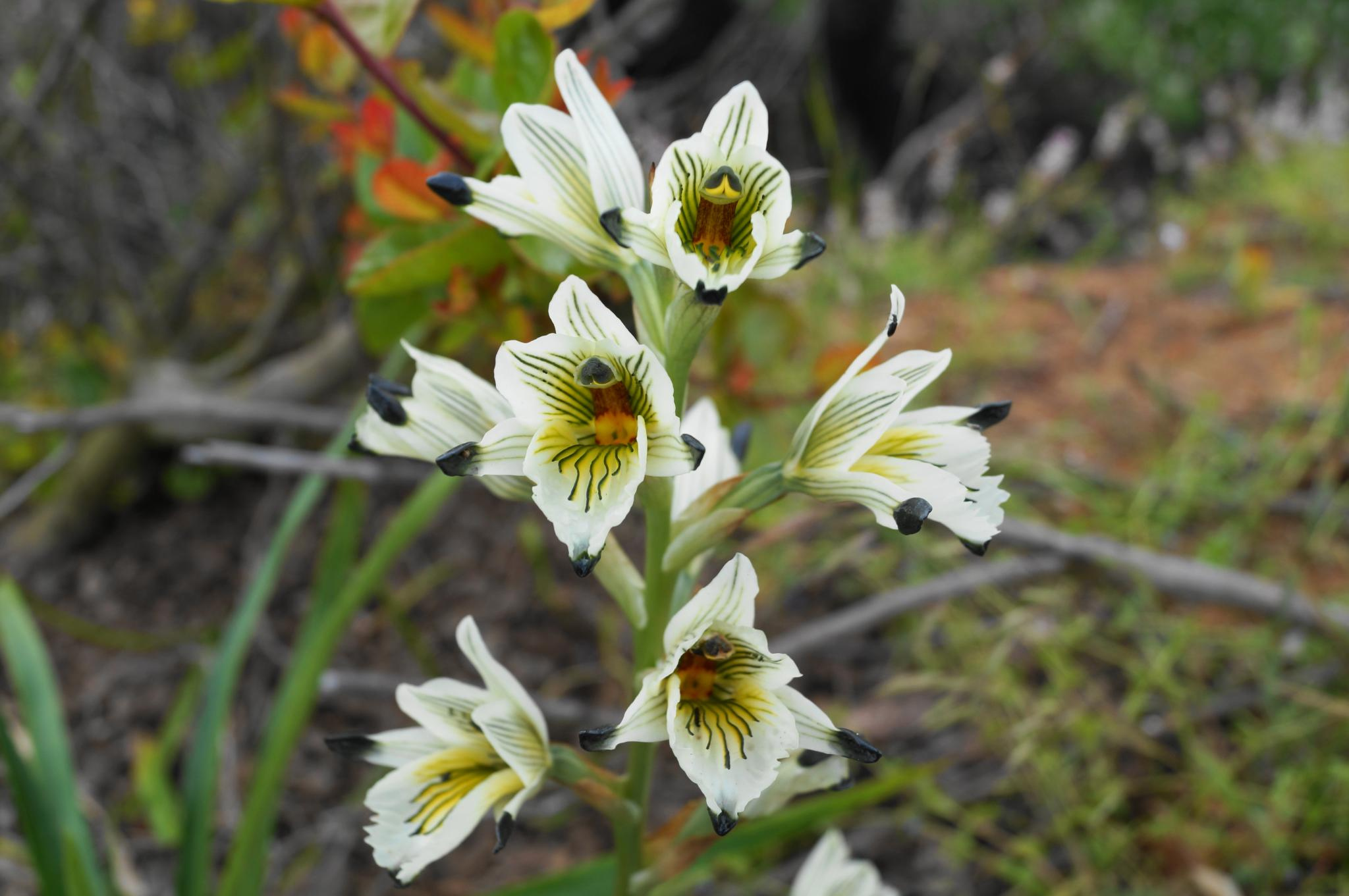